# Hexatoma (Eriocera) neognava
Hexatoma (Eriocera) neognava is een tweevleugelige uit de familie steltmuggen (Limoniidae). De soort komt voor in het Oriëntaals gebied.